# Kintzheim
Kintzheim is een Franse gemeente in het departement Bas-Rhin (regio Grand Est). De plaats maakt deel uit van het arrondissement Sélestat-Erstein. Kintzheim telde op 1 januari 2022 1.691 inwoners.
In het centrum staan er vakwerkhuizen. Vanuit Kintzheim gaat de weg omhoog naar kasteel Haut-Kœnigsbourg. Kintzheim ligt aan de wijnroute door de Elzas, een toeristische route langs wijngaarden van de Elzas.

## Geschiedenis
Waarschijnlijk woonden er op de plaats waar nu Kintzheim ligt ten tijde van de Romeinen al mensen. De geschreven geschiedenis van Kintzheim begint in de 8e eeuw met de Merovingen.
Op 25 februari 1945 kwamen zes jongens uit Kintzheim om in het nabijgelegen bos van Orschwiller toen een achtergelaten antitankmijn ontplofte.

## Geografie
Kintzheim ligt aan de voet van de Vogezen in het dal van de Rijn, die 18 km verder de grens met Duitsland vormt. Kintzheim ligt 4 km ten westen van Sélestat. Tussen beide plaatsen door loopt de E25, die langs Straatsburg en Bazel komt. De oppervlakte van Kintzheim bedroeg op 1 januari 2022 18,78 vierkante kilometer; de bevolkingsdichtheid was toen 90 inwoners per km².

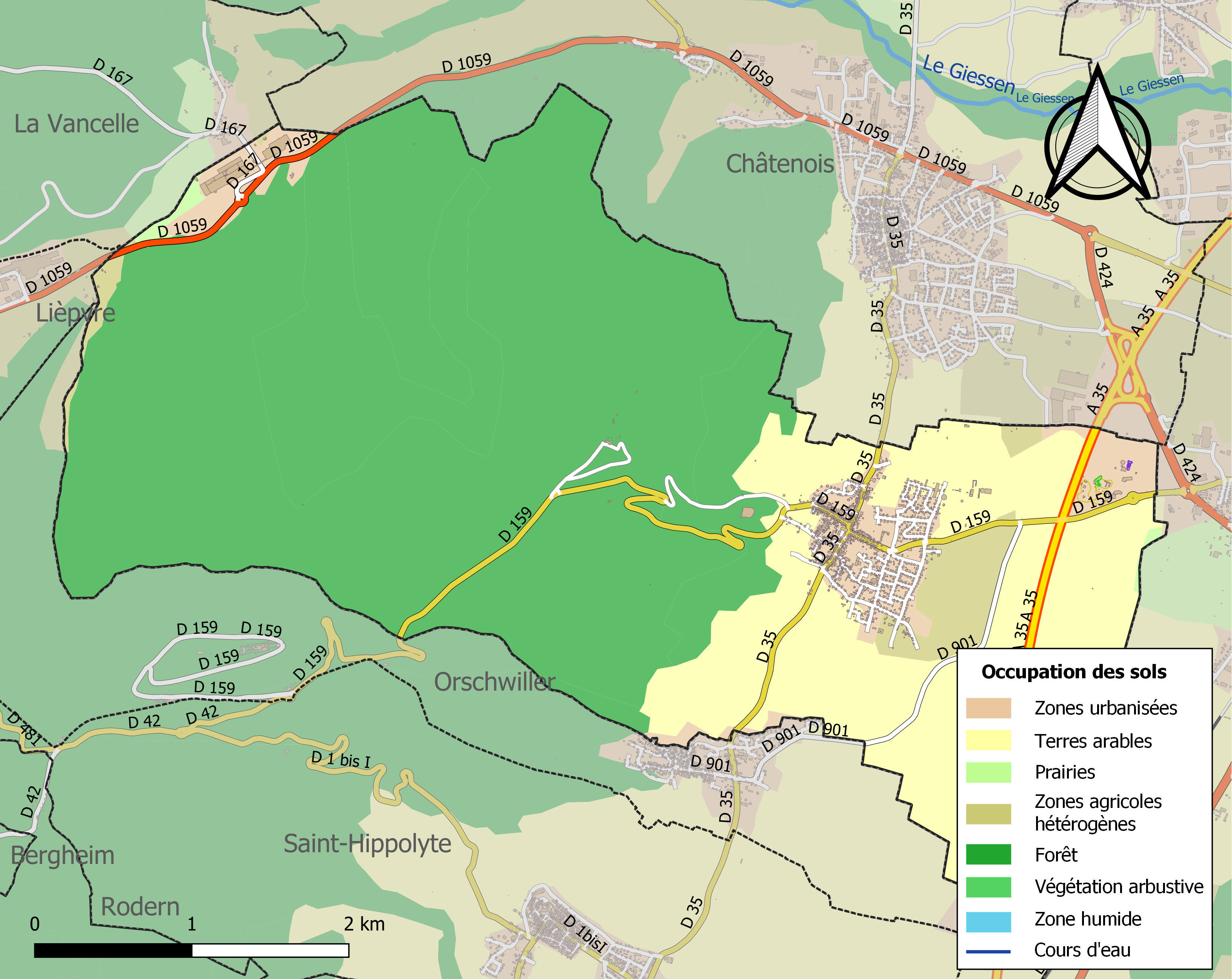
Kaart van de gemeente met de belangrijkste infrastructuur, bodemgebruik en omliggende gemeenten

## Demografie
Onderstaande figuur toont het verloop van het inwonertal (bron: INSEE-tellingen).